# Chloroxine
Cloroxin (tên thương mại Capitrol; Kloroxin, Dichlorchinolinol, chlorquinol, halquinol (s)); Latin cloroxinum, dichlorchinolinolum) là một loại thuốc kháng khuẩn. Các dạng thuốc uống (dưới tên thương mại như Endiaron ) được sử dụng trong tiêu chảy truyền nhiễm, rối loạn hệ vi sinh đường ruột (ví dụ sau khi điều trị bằng kháng sinh), nhiễm giardia, bệnh viêm ruột. Nó cũng hữu ích cho bệnh gàu và viêm da tiết bã, như được sử dụng trong dầu gội đầu (Capitrol) và các loại kem bôi da như (Valpeda, Triaderm).

## Cơ chế tác động
Cloroxine có đặc tính kìm khuẩn, chống nấm và chống nhiễm trùng. Nó có hiệu quả chống lại Streptococci, Staphylococci, Candida, Candida albicans, Shigella và Trichomonads.

## Tác dụng phụ
Hiếm khi xảy ra, nhưng có thể gây buồn nôn và nôn liên quan đến uống. Nó cũng có thể gây kích ứng da.

## Mang thai và cho con bú
FDA liệt kê chloroxine trong thai kỳ loại C (nguy cơ không thể loại trừ) vì không có nghiên cứu mang thai nào về thuốc đã được thực hiện với động vật hoặc người. Vì lý do này, sử dụng chloroxine uống hoặc tại chỗ trong khi mang thai hoặc khi cho con bú không được khuyến cáo.

## Lịch sử
Cloroxine được điều chế lần đầu tiên vào năm 1888 bởi A. Hebebrand.     